# Guddadbudihal, Mundargi
Guddadbudihal là một làng thuộc tehsil Mundargi, huyện Gadag, bang Karnataka, Ấn Độ.